# SadWolf Verlag
Der SadWolf Verlag ist ein deutscher Buchverlag. Er wurde von Etienne Sadek und Johannes Wolfers 2014 in Bremen gegründet. Der Verlagsname ist auf die Nachnamen der beiden Gründer zurückzuführen.

## Konzept
Das Verlagsprogramm umfasst hauptsächlich Belletristik für erwachsene Leser aus den Genres Gesellschaftsroman, Thriller, History, Fantasy und Science-Fiction. Als einer der wenigen deutschsprachigen Verlage verfolgt der SadWolf Verlag die Vermarktung der in Deutschland noch wenig bekannten Noir Literatur. Nach einer Ausschreibung des Verlags wurden zehn Kurzgeschichten aus verschiedenen Genres mit dem Schwerpunkt Noir ausgewählt und im März 2018 in der ersten Noir Anthologie des Verlags veröffentlicht, welche mit dem Deutschen Phantastik Preis 2019 als beste deutsche Anthologie ausgezeichnet wurde.

## Autoren
Neben der Verbreitung des Genres Noir Literatur auf dem deutschen Markt fokussiert sich der Verlag auf die Förderung von Nachwuchsautoren. Zudem finden sich unter den Veröffentlichungen auch Werke etablierter Autoren wie Helen Hollick, Ralph Llewellyn, Micaela Bara, Jörg Erlebach, Petra Renée Meineke, Sophie Nuglisch oder Dominique Stalder.

## Ausgezeichnete Werke des Verlags
- 2015: Deutscher Phantastik Preis in der Kategorie: Bestes deutschsprachiges Romandebüt für Lux & Umbra Band 1: Der Pfad der schwarzen Perle von Silke M. Meyer.[4]
- 2019: Deutscher Phantastik Preis in den Kategorien: Beste Deutsche Anthologie für Noir Anthologie 1 sowie Bestes Deutsches Jugendbuch für Loa: Die weiße Mambo von Petra Renée Meineke.[5]
- 2021: Shortlist Phantastik-Literaturpreis Seraph in der Kategorie: Bestes Debüt für Erfrorene Seele von Berit Sellmann.[6]
- 2022: Shortlist Phantastik-Literaturpreis Seraph in der Kategorie: Bestes Buch für Dornenritter von Kaja Evert.[7]

## Vertrieb
Im Oktober 2018 übernahm die Runge Verlagsauslieferung die Auslieferung für den SadWolf Verlag.